# 藤原承之
藤原 承之（ふじわら の うけゆき）は、平安時代初期の貴族。藤原京家、参議・藤原浜成の子。官位は正五位下・伊勢守。

## 経歴
従五位下に叙爵後、大同3年（808年）大監物次いで縫殿助、大蔵少輔と短期間に官職を転々とする。
嵯峨朝に入ると、弘仁6年（815年）駿河守、のち時期は不明ながら伊勢守と地方官を務めた。また、嵯峨朝末の弘仁13年（822年）従五位上に昇叙されている。
淳和朝の天長8年（831年）正五位下に至る。

## 官歴
『日本後紀』による。
- 時期不詳：従五位下
- 大同3年（808年） 6月28日：大監物。7月15日：縫殿助。8月22日：大蔵少輔
- 弘仁6年（815年） 6月1日：駿河守
- 時期不詳：伊勢守[1]
- 弘仁13年（822年） 正月7日：従五位上
- 天長8年（831年） 正月4日：正五位下

## 系譜
『尊卑分脈』による。
- 父：藤原浜成
- 母：不詳
- 生母不明の子女
  - 男子：藤原弘良
  - 男子：藤原弘永
  - 男子：藤原弘道